# Voiture U46 d'embranchement
Les voitures U 46 d'embranchements sont des voitures voyageur issues d'un programme de la division des études des voitures (DEV) de la SNCF SNCF construites au lendemain de la Seconde Guerre mondiale afin d'assurer des trains omnibus, express et même rapides. Reprenant la disposition extérieure et l'aspect général des voitures de banlieue Est, elles s'en distinguent par une conception plus moderne ainsi que des améliorations (type de bogies, présence de WC) rendant possible leur emploi sur des trajets à longue distance en province.

## Historique
Au sortir de la Seconde Guerre mondiale, la SNCF doit faire face à un manque de voitures et d'autorails (imputable aux destructions et réquisitions) mais doit également composer avec du matériel roulant suranné issu des anciennes compagnies employant non seulement du bois pour les sièges de 3e classe mais aussi pour la structure de la caisse. La SNCF fait réaliser des voitures métallisées (Ouest et Sud-Ouest à deux essieux, PLM à trois essieux dites « Trois Pattes ») sur base d'anciennes voitures à deux essieux à partir de la fin des années 1940 — les voitures à Bogies (Romilly et Bruhat) attendront la fin des années 1950 — et dresse en parallèle le cahier des charges des premières voitures DEV.
Entre les voitures DEV, destinées aux trains rapides, et le matériel métallisé, dont le réemploi de châssis anciens décroit la vitesse maximale et le confort à bord, la division des études des voitures met au point un type de voitures aptes à servir sur les trains express et omnibus sur les dessertes de province fort fréquentées.

## Description
La conception de ces voitures est issue des voitures de banlieue allégées de type Est livrées à partir de 1936 mais en prenant les principes de construction des DEV de la tranche 46. Les bogies sont de type Y16A rendant possible leur circulation à 140 km/h ; leur chauffage pouvant être alimenté par la vapeur ou à l'électricité leur permet de fonctionner avec tous les types de locomotives pour trains de passagers.La construction se fit selon deux types de chaudrons :
- 30 B7Dtmyp mixtes 2e classe / fourgon, produites par la société Brissonneau et Lotz sise à Creil ;
- 70 C10tmyp de 3e classe, produites par la société Baume et Marpent sise à Marpent et la Compagnie française de matériel de chemin de fer sise à Maubeuge.

Les premières avaient 5 baies dans la salle entre les plateformes contre 6 pour les secondes.

## Carrière et services effectués
Ces voitures furent réparties entre les régions nord et Méditerranée en deux parts égales à partir de juillet 1950 (date de livraison du prototype) et jusqu'en 1952.

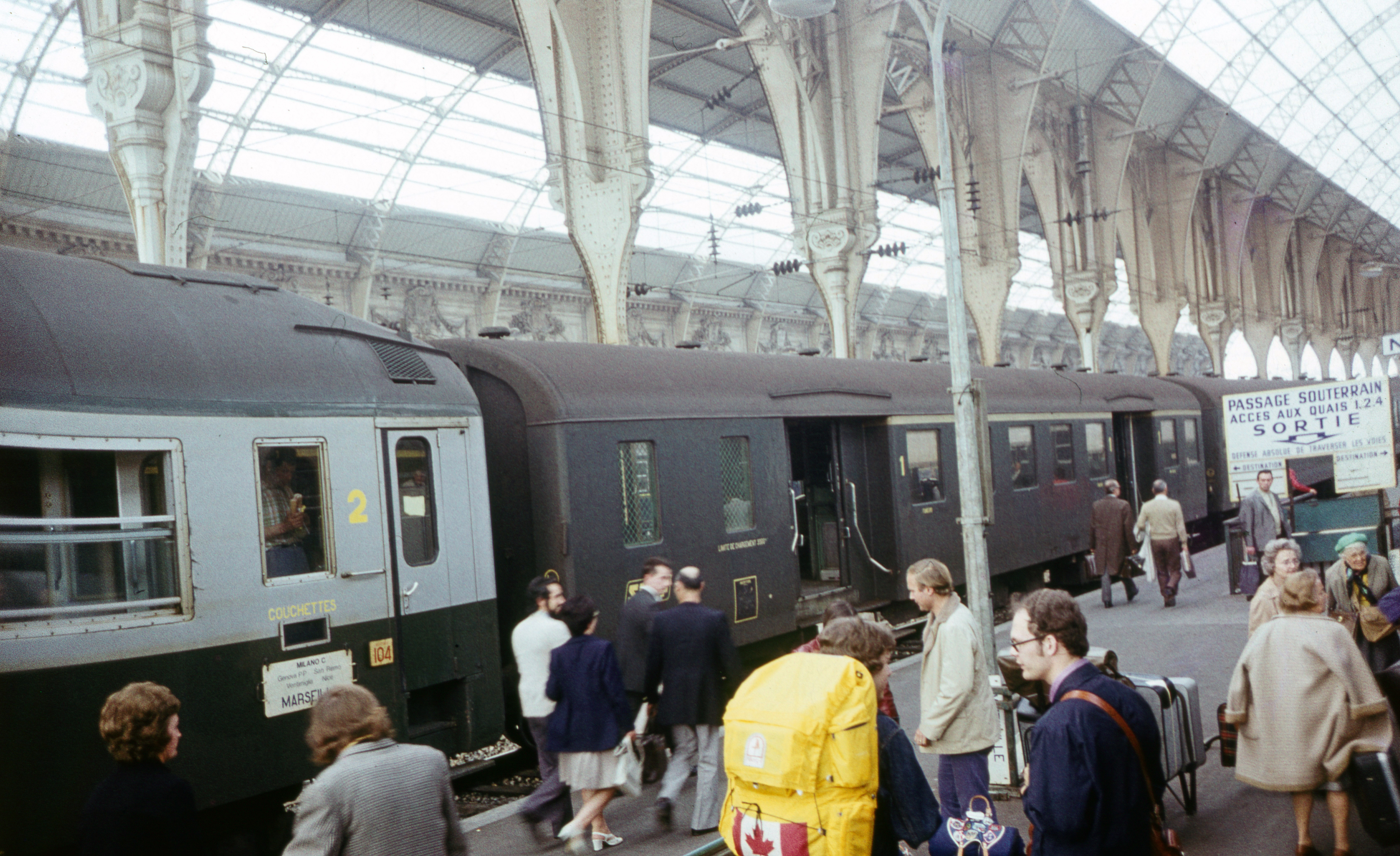
Une voiture-couchettes UIC reliant Gênes à Marseille intégrée à un train de voitures DEV U46 en gare de Nice (1970).

La composition habituelle pour ces rames devant assurer la suite des rapides et express était en règle générale de 2 BD encadrant 4 C. Pourtant dès 1952, la mutation des OCEM Talbot sur la région nord vit des rames formées avec les deux types de matériel. En 1956, à la suite de la suppression de la 3e classe, toutes les C10tmyp se virent surclassées en B10tmyp et 15 B7Dtmyp en A7Dtmyp. Dans les années 1960, 7 autres B7Dtmyp sont transformées en A8Dtmyp. 
- 70 C10tmyp → C10tmyp → C10t, 50 87 20-37 001 à 070.
- 15 puis 8 B7Dtmyp → B7Dtmyp → B7Dt, 50 87 82-47 465 à 472
- 7 puis 22 B7Dtmyp → A8Dtmyp → A8Dt, 50 87 81-44 101 à 122

En 1975 et ce jusqu'en 1978 il fut décidé de regrouper toutes les unités sur la région sud-est qui put ainsi radier les voitures à bogies ex-DR.
La venue des rames RIO annonça le début de la fin avec pour conséquences de mettre les U46 sur les roulements les plus chargés de la journée. Malgré tout elles résistèrent jusqu'en octobre 1988 avec la radiation des 17 dernières unités.
Le seul changement notable dans la carrière de ces véhicules fut le démontage du chauffage vapeur dans les années 1980 pour les unités encore en service à cette date.